# Peachia quinquecapitata
Peachia quinquecapitata är en havsanemonart som beskrevs av McMurrich 1913. Peachia quinquecapitata ingår i släktet Peachia och familjen Haloclavidae. Inga underarter finns listade i Catalogue of Life.